# Torneo Apertura 2022 Liga Femenina (Guatemala)
El Torneo Apertura 2022 de la Liga Nacional de Fútbol Femenino de Guatemala fue el torneo corto número 29 de la máxima categoría del fútbol femenino guatemalteco. 
Es la tercera edición en la que se utilizó el vigente formato de dos divisiones separadas. Además, ya no existirá división de grupos entre las divisiones, jugando todos contra todos en su respectiva categoría.
Respecto a ediciones anteriores, la liga adoptó el sistema de descenso anual, por lo que los equipos recién ascendidos podrán jugar un mínimo de dos torneos en su división. 
Suchitepéquez venció en la final a UNIFUT, clasificándose a la Copa Campeón de Campeones. 

## Sistema de competición
El torneo se divide en dos partes:
- Fase de clasificación
- Fase final

### Fase de clasificación
Los 12 equipos jugarán una ronda clasificatoria de todos contra todos a una sola vuelta entre sí, terminando en 11 fechas totales de 6 partidos cada una para los grupos, Se utiliza un sistema de puntos, que se presenta así:
- Por victoria, se obtendrán 3 puntos.
- Por empate, se obtendrá 1 punto.
- Por derrota no se obtendrán puntos.

Al finalizar las 11 jornadas totales, la tabla se ordenará con base en los clubes que hayan obtenido la mayoría de puntos, en caso de empates, se toman los siguientes criterios:
1. Puntos
2. Puntos obtenidos entre los equipos empatados
3. Diferencial de goles
4. Goles anotados
5. Goles anotados en condición visitante.

### Fase final
Al final de la fase de clasificación, ocho equipos pasarán a la siguiente ronda según una tabla acumulada
Una vez determinados los clasificados, se recurrirá a la tabla general para realizar los enfrentamientos, de la siguiente forma:
1° vs 8°
4° vs 5°
3° vs 6°
2° vs 7°
Los clubes vencedores en los partidos de cuartos de final y semifinales serán aquellos que en los dos juegos anoten el mayor número de goles. De existir empate en el número de goles anotados, la posición se definirá a favor del club con mayor cantidad de goles a favor cuando actúe como visitante.
Si una vez aplicado el criterio anterior los clubes siguieran empatados, se observará la posición de los clubes en la tabla general de clasificación.
Los ganadores de las semifinales se enfrentarán en la Gran Final, disputándose a ida y vuelta, el mejor clasificado entre los finalistas jugará el último partido en su estadio.

### Ascensos y descensos
Tras la finalización de la fase de clasificación del torneo clausura, los 2 equipos con peor puntuación en 22 fechas de Liga Mayor descenderán a la Categoría de Ascenso

## Equipos participantes
| Equipo          | Ciudad                          | Estadio                       | Capacidad |
| --------------- | ------------------------------- | ----------------------------- | --------- |
| Amatitlán       | Amatitlán, Guatemala            | Estadio Guillermo Slowing     | 5 000     |
| Antigua GFCF    | Antigua Guatemala, Sacatepequez | Estadio Pensativo             | 10 000    |
| Cobaneras       | Cobán, Alta Verapaz             | INJAV                         | n/d       |
| Concepción FNX  | Nueva Santa Rosa, Santa Rosa    | Estadio Pedro Arredondo       | 1 000     |
| Cremas Femenino | Ciudad de Guatemala             | Estadio Guillermo Slowing     | 5 000     |
| Marquense       | San Marcos, San Marcos          | Marquesa de la Ensenada       | 10 000    |
| Deportivo Mixco | Mixco, Guatemala                | Estadio Santo Domingo         | 2 000     |
| Municipal       | Ciudad de Guatemala             | Estadio Manuel Felipe Carrera | 7 500     |
| Suchitepéquez   | Mazatenango, Suchitepéquez      | Carlos Salazar Hijo           | 10 000    |
| Unifut          | Ciudad de Guatemala             | Estadio Cementos Progreso     | 17 000    |
| Deportivo Xela  | Quetzaltenango, Quetzaltenango  | Estadio Mario Camposeco       | 15 000    |
| Xinabajul       | Huehuetenango, Huehuetenango    | Estadio Los Cuchumatanes      | 5 000     |

## Torneo Apertura

### Fase de clasificación

#### Tabla general
| Pos. | Equipos         | PJ | PG | PE | PP | GF | GC | Dif. | PTS | Clasificación |
| ---- | --------------- | -- | -- | -- | -- | -- | -- | ---- | --- | ------------- |
| 1º   | Suchitepéquez   | 10 | 9  | 0  | 1  | 32 | 6  | +26  | 27  | Fase final    |
| 2°   | Unifut          | 11 | 7  | 3  | 1  | 35 | 6  | +29  | 24  | Fase final    |
| 3°   | Deportivo Xela  | 11 | 6  | 4  | 1  | 21 | 4  | +17  | 22  | Fase final    |
| 4°   | Cremas Femenino | 11 | 6  | 3  | 2  | 21 | 11 | +10  | 21  | Fase final    |
| 5°   | Xinabajul       | 11 | 5  | 1  | 4  | 15 | 12 | +3   | 16  | Fase final    |
| 6°   | Amatitlán       | 10 | 4  | 2  | 3  | 12 | 13 | -1   | 14  | Fase final    |
| 7°   | Municipal       | 11 | 3  | 4  | 4  | 17 | 13 | +4   | 13  | Fase final    |
| 8°   | Marquense       | 10 | 4  | 0  | 5  | 13 | 18 | -5   | 12  | Fase final    |
| 9°   | Cobaneras       | 11 | 2  | 2  | 7  | 10 | 19 | -9   | 8   |               |
| 10°  | Antigua GFCF    | 10 | 2  | 1  | 7  | 7  | 27 | -20  | 7   |               |
| 11°  | Concepción FNX  | 11 | 1  | 3  | 6  | 10 | 29 | -19  | 6   |               |
| 12°  | Deportivo Mixco | 11 | 0  | 3  | 8  | 3  | 38 | -35  | 3   |               |

#### Resumen de resultados
|                 | AMA   | ANT   | COB   | CON   | CRE   | MAR   | MIX   | MUN   | SUC   | UNI   | XEL   | XIN   |
| --------------- | ----- | ----- | ----- | ----- | ----- | ----- | ----- | ----- | ----- | ----- | ----- | ----- |
| Amatitlán       |       |       |       |       | 2 - 1 |       |       | 3 - 1 | rep.  | 0 - 2 | 0 - 3 | 1 - 2 |
| Antigua GFCF    | 0 - 1 |       | 1 - 0 |       |       | rep   |       | 0 - 4 |       |       |       | 1 - 2 |
| Cobaneras       | 0 - 1 |       |       |       | 0 - 3 |       |       | 1 - 1 |       | 1 - 3 | 1 - 1 | 1 - 0 |
| Concepción FNX  | 4 - 4 | 0 - 3 | 2 - 1 |       |       | 1 - 3 |       | 1 - 1 |       |       |       |       |
| Cremas Femenino |       | 3 - 1 |       | 2 - 1 |       | 2 - 0 |       |       |       | rep.  | 0 - 0 | 3 - 0 |
| Marquense       | des   |       | 3 - 0 |       |       |       |       | 0 - 1 |       | 0 - 6 |       | 2 - 1 |
| Deportivo Mixco | 0 - 0 | 0 - 0 | 1 - 5 | 1 - 1 | 13/10 | 0 - 3 |       |       |       |       |       |       |
| Municipal       |       |       |       |       | 0 - 0 |       | 6 - 0 |       | 1 - 2 | 0 - 3 | 0 - 0 | 1 - 2 |
| Suchitepéquez   |       | 6 - 1 | 3 - 0 | 4 - 0 | rep.  | 3 - 0 | 7 - 0 |       |       |       |       |       |
| Unifut          |       | 8 - 0 |       | 6 - 0 |       |       | 3 - 0 |       | 0 - 1 |       | 0 - 0 |       |
| Deportivo Xela  |       | 3 - 0 |       | 4 - 0 |       | 4 - 1 | 5 - 1 |       | 1 - 0 |       |       |       |
| Xinabajul       |       |       |       | des   |       |       | 5 - 0 |       | 1 - 2 | 1 - 1 | 1 - 0 |       |

### Fase final

#### Cuartos de final
| Fechas              | Local en la ida | Global           | Local en la vuelta | Ida   | Vuelta |
| ------------------- | --------------- | ---------------- | ------------------ | ----- | ------ |
| 5 y 13 de noviembre | Municipal       | 1 - 4            | Suchitepéquez      | 0 - 1 | 1 - 3  |
| 5 y 13 de noviembre | Marquense       | 0 - 5            | Unifut             | 0 - 4 | 0 - 1  |
| 5 y 13 de noviembre | Xinabajul       | 1 - 1 (1:4 pen.) | Deportivo Xela     | 1 - 0 | 0 - 1  |
| 5 y 13 de noviembre | Amatitlán       | 2 - 1            | Cremas Femenino    | 1 - 1 | 1 - 0  |

#### Semifinales
| Fechas               | Local en la ida | Global | Local en la vuelta | Ida   | Vuelta |
| -------------------- | --------------- | ------ | ------------------ | ----- | ------ |
| 19 y 27 de noviembre | Amatitlán       | 2 - 5  | Suchitepéquez      | 2 - 2 | 0 - 3  |
| 20 y 27 de noviembre | Deportivo Xela  | 0 - 1  | Unifut             | 0 - 1 | 0 - 0  |

#### Finales
| Fechas              | Local en la ida | Global | Local en la vuelta | Ida   | Vuelta |
| ------------------- | --------------- | ------ | ------------------ | ----- | ------ |
| 4 y 11 de diciembre | Unifut          | 0 - 1  | Suchitepéquez      | 0 - 1 | 0 - 0  |

### Campeón
| 600px_Rosa_con_Bande_Bianche        |
| Suchitepéquez                       |
| Clasificado al Campeón de Campeones |